# Maslenitsa Corona
Maslenitsa Corona is een corona op de planeet Venus. Maslenitsa Corona werd in 1991 genoemd naar Maslenitsa, de Slavische personificatie van vruchtbaarheid.
De corona bevindt zich in het quadrangle Snegurochka Planitia (V-1).